# Alcis zelotina
Alcis zelotina là một loài bướm đêm trong họ Geometridae.